# Trainwreck
Trainwreck (titulada Y de repente tú en España, Esta chica es un desastre en Hispanoamérica) es una película dirigida por Judd Apatow y escrita por Amy Schumer. Está protagonizada por Schumer y Bill Hader, acompañados por Tilda Swinton, Brie Larson, Colin Quinn, Barkhad Abdi, Mike Birbiglia, Jon Glaser, Vanessa Bayer, John Cena, Ezra Miller, LeBron James, Method Man, Jim Norton y Norman Lloyd.
El rodaje comenzó el 19 de mayo de 2014 en la ciudad de Nueva York. Se estrenó el 17 de julio de 2015 por Universal Pictures. En España, el 14 de agosto de 2015.

## Elenco
- Amy Schumer[1]
- Tilda Swinton[1]
- Bill Hader[1]
- Brie Larson[1]
- Colin Quinn[1]
- Barkhad Abdi[1]
- Mike Birbiglia[1]
- Randall Park[1]
- Jon Glaser[1]
- Vanessa Bayer[1]
- John Cena[1]
- Ezra Miller[1]
- LeBron James[2]
- Method Man[2]
- Norman Lloyd[3]
- Jim Norton[4]
- Daniel Radcliffe[5]
- Marisa Tomei[6]
- Kyle Dunnigan

## Producción
El 26 de agosto de 2013, Universal Pictures recibió un guion escrito por Amy Schumer en el que ella tenía un papel protagonista. El 27 de noviembre de 2013, se anunció que Judd Apatow dirigiría la película. El 30 de enero de 2014, Bill Hader se unió al elenco. El 18 de febrero de 2014, Brie Larson también se integró al elenco. El 28 de marzo de 2014, Colin Quinn, Barkhad Abdi, Mike Birbiglia, Jon Glaser, Vanessa Bayer, John Cena, Ezra Miller y Tilda Swinton fueron también elegidos para la película. El 7 de mayo de 2014, Method Man y LeBron James se unieron al elenco. El 30 de junio, Daniel Radcliffe participó en el rodaje  algunas escenas. El 1 de julio, Marisa Tomei fue confirmada para protagonizar la película. El 8 de enero de 2014 ya se había anunciado que la película se estrenaría el 24 de julio de 2015.

### Filmación
El rodaje comenzó el 19 de mayo de 2014 en la Ciudad de Nueva York. El 2 de junio, comenzó el rodaje en el área de Manhattan y Long Island. El 24 de junio, Schumer y Larson fueron vistos en Central Park. El 30 de junio, Daniel Radcliffe fue visto en Bryant Park caminando con perros. El rodaje terminó el 1 de agosto de 2014.

### Música
En diciembre de 2014, se anunció que Jon Brion sería el compositor de la banda sonora de la película.

## Promoción
El 18 de julio de 2014 periodistas del periódico The New York Times. asistieron a una sesión preliminar del filme.